# بيت الربوعي (سنحان )

تعديل مصدري - تعديل

بيت الربوعي هي إحدى قرى عزلة وادي جبيب بمديرية سنحان وبني بهلول التابعة لمحافظة صنعاء، بلغ تعداد سكانها 546 نسمة حسب تعداد اليمن لعام 2004.